# Alfabeto copto

Alfabeto copto nella varietà bohairica.

L'alfabeto copto è utilizzato per scrivere la lingua copta. L'insieme dei caratteri è basato sull'alfabeto greco, cui sono stati aggiunti sette segni della scrittura demotica per trascrivere altrettanti suoni non esistenti in greco; si tratta del primo alfabeto completo di vocali utilizzato per la lingua egiziana. In considerazione dell'elevata variabilità tra i dialetti e i sotto-dialetti copti, esistono in realtà diverse varianti dell'alfabeto copto.

## Storia
L'alfabeto copto ha una lunga storia, che risale al periodo ellenistico, in cui si utilizzava l'alfabeto greco per trascrivere testi in demotico, con lo scopo di registrarne l'esatta pronuncia. Nei primi due secoli dell'Era Volgare, intere serie di testi magici furono scritti in ciò che gli studiosi chiamano antico copto, la lingua egiziana scritta con alfabeto greco. Un certo numero di lettere furono invece derivate dal demotico e si conservarono nell'alfabeto copto vero e proprio.
Con la diffusione del Cristianesimo in Egitto, attorno al tardo III secolo, la conoscenza della scrittura geroglifica fu persa, così come fu dimenticato il demotico poco dopo; vi fu dunque spazio per l'emergere di una scrittura maggiormente associata con la Chiesa cristiana. Entro la fine del IV secolo, l'alfabeto copto raggiunse la sua forma matura, quantomeno nell'ambito del dialetto sahidico. Tutti i manoscritti della biblioteca gnostica di Nag Hammadi furono scritti in alfabeto copto.
Oggi l'alfabeto copto è usato quasi esclusivamente per la scrittura di testi religiosi della Chiesa copta.
L'alfabeto nubiano antico, utilizzato per scrivere la lingua nubiana, è composto principalmente dall'alfabeto onciale greco con prestiti copti e meroitici di derivazione demotica.

## Tavola dell'alfabeto
| Maiuscola | Valore numerico | Nome     | Equivalente greco          | Traslitterazione (IPA) |
| --------- | --------------- | -------- | -------------------------- | ---------------------- |
| Ⲁ         | 1               | alpʰa    | Α, α                       | /a - aː/               |
| Ⲃ         | 2               | bēta     | Β, β                       | /b ~ β/                |
| Ⲅ         | 3               | gamma    | Γ, γ                       | /k/                    |
| Ⲇ         | 4               | dalda    | Δ, δ                       | /d/                    |
| Ⲉ         | 5               | e        | Ε, ε                       | /e - ɛ/                |
| Ⲋ         | 6               | su       | ϛ (stigma)                 | –                      |
| Ⲍ         | 7               | zēta     | Ζ, ζ                       | /z/                    |
| Ⲏ         | 8               | ēta      | Η, η                       | /eː - ɛː/              |
| Ⲑ         | 9               | tʰēta    | Θ, θ                       | /tʰ/                   |
| Ⲓ         | 10              | iōta     | Ι, ι                       | /iː - i - j/           |
| Ⲕ         | 20              | kappa    | Κ, κ                       | /k/                    |
| Ⲗ         | 30              | laula    | Λ, λ                       | /l/                    |
| Ⲙ         | 40              | mē       | Μ, μ                       | /m/                    |
| Ⲛ         | 50              | nē       | Ν, ν                       | n                      |
| Ⲝ         | 60              | ksi      | Ξ, ξ                       | /ks/                   |
| Ⲟ         | 70              | o        | Ο, ο                       | /o - ɔ/                |
| Ⲡ         | 80              | pi       | Π, π                       | /p/                    |
| Ⲣ         | 100             | rō       | Ρ, ρ                       | /r/                    |
| Ⲥ         | 200             | sēmma    | Σ, σ, ς                    | /s/                    |
| Ⲧ         | 300             | tau      | Τ, τ                       | /t/                    |
| Ⲩ         | 400             | ypsilon  | Υ, υ                       | /u - w/                |
| Ⲫ         | 500             | pʰi      | Φ, φ                       | /pʰ/                   |
| Ⲭ         | 600             | kʰi      | Χ, χ                       | /kʰ/                   |
| Ⲯ         | 700             | psi      | Ψ, ψ                       | /ps/                   |
| Ⲱ         | 800             | ō        | Ω, ω                       | /oː - ɔː/              |
| Ϣ         |                 | šai      | (segno demotico)           | /ʃ/                    |
| Ϥ         | 90              | fai      | (segno demotico)           | /f/                    |
| Ϧ, ϧ      |                 | ḫai      | (segno demotico)           | /x/                    |
| Ϩ         |                 | hori     | (segno demotico)           | /h/                    |
| Ϫ         |                 | giangia  | (segno demotico)           | /ɟ ~ d͡ʒ ~ t͡ʃ/          |
| Ϭ         |                 | kjima    | (segno demotico)           | /kʲ ~ t͡ʃ/              |
| Ϯ         |                 | ti       | (segno demotico)           | /ti/                   |
| Ⳁ         | 900             | psis n̩še | (segno demotico)           | —                      |
| ⲈⲒ        |                 |          | dittongo mutuato dal greco | /iː - j/               |
| ⲞⲨ        |                 |          | dittongo mutuato dal greco | /uː - w/               |

Lettere derivate dal demotico:
| SA |

| SA |

| f |

| f |

| M12 |

| M12 |

| F18 · Y1 |

| F18 · Y1 |

| U29 |

| U29 |

| k |

| k |

| D37 · t |

| D37 · t |

## Letteratura
- Wolfgang Kosack, Koptisches Handlexikon des Bohairischen. Koptisch - Deutsch - Arabisch, Verlag Christoph Brunner, Basilea, 2013, ISBN 978-3-9524018-9-7.

- Wikimedia Commons contiene immagini o altri file su alfabeto copto

| Controllo di autorità | GND (DE) 7854950-4 |